# Solenostoma
Solenostoma là một chi rêu trong họ Jungermanniaceae.